# Alexander Reid
Pour les articles homonymes, voir Reid.
Alexander Reid, né le 19 août 1914 à Édimbourg où il est mort le 1er juillet 1982, est un dramaturge écossais.